# Myrcia servata
Myrcia servata är en myrtenväxtart som beskrevs av Mcvaugh. Myrcia servata ingår i släktet Myrcia och familjen myrtenväxter. Inga underarter finns listade i Catalogue of Life.